# Gino Iacoponi
Gino Iacoponi (Livorno, 28 de diciembre de 1899-desconocido) fue un futbolista italiano que jugaba como delantero. Llegó a Chile en 1923 junto a su hermano Bruno Iacoponi para defender a Audax Italiano.

## Trayectoria
Debutó en el Livorno en 1919, donde actuaba junto a su hermano mayor, el arquero Bruno Iacoponi. En la temporada 1919-20 el Livorno ganó la liga del campeonato centro-sur con Gino como uno de los goleadores. En la final del campeonato italiano, el Inter de Milán, campeón de las ligas del norte, derrotó 3-2 al Livorno.
En la plantilla del Livorno estaba Félix Corte, futbolista chileno que convenció a los hermanos Iacoponi a venir a Chile en 1923. Llegaron a Audax Italiano, donde Gino actuó hasta el año 1933. Ese mismo año convirtió un gol en el primer partido de fútbol profesional, en el marco de la primera temporada de la máxima categoría chilena. Anotó el segundo gol parcial con el que el conjunto itálico derrotó por 3-1 a Morning Star el 22 de julio de 1933 en el Estadio Santa Laura.

## Clubes
| Club           | País   | Año       |
| -------------- | ------ | --------- |
| Livorno        | Italia | 1919-1923 |
| Audax Italiano | Chile  | 1923-1933 |

## Palmarés

### Campeonatos locales
| Título                             | Club           | País  | Año  |
| ---------------------------------- | -------------- | ----- | ---- |
| Liga Metropolitana                 | Audax Italiano | Chile | 1924 |
| Asociación de Football de Santiago | Audax Italiano | Chile | 1931 |
| Asociación de Football de Santiago | Audax Italiano | Chile | 1932 |